# Bataille de Handschuhsheim
Première Coalition
Batailles
La bataille de Handschuhsheim se déroule le 24 septembre 1795 à Handschuhsheim, village mitoyen et alors indépendant de Heidelberg, dans le Bade-Wurtemberg, dans le cadre de la guerre de la première coalition. Elle voit la défaite de 12 000 hommes de l'armée française sous les ordres du général Georges Joseph Dufour face aux 8 000 soldats autrichiens du général Peter Quasdanovich. Les Français essuient une charge dévastatrice de la cavalerie autrichienne qui engendre d'énormes pertes dans leurs rangs.
Au début de 1795, après les paix signées avec une grande partie de ses ennemis, la France ne se trouve plus opposée qu'à l’Autriche et à la Grande-Bretagne. En septembre, le gouvernement français ordonne aux armées de Jean-Charles Pichegru et de Jean-Baptiste Jourdan d'attaquer l'armée autrichienne dans la vallée du Rhin. Les armées françaises rencontrent initialement un certain succès, s'emparent de deux cités et passent le fleuve en force. Pichegru envoie deux de ses divisions s'emparer des réserves de ravitaillement adverses, mais ces troupes sont repoussées à Handschuhsheim à l'issue d'un combat sanglant. Le commandant des troupes autrichiennes, François Sébastien de Croix de Clerfayt, se tourne alors vers les forces de Jourdan et les repousse de l’autre côté du Rhin. Les Autrichiens remportent ensuite les batailles de Mayence, de Pfeddersheim (en) et de Mannheim.

## Contexte
Le 19 janvier 1795, l'armée française du général de division Jean-Charles Pichegru s’empare d’Amsterdam et fonde la République batave sur les ruines des Provinces-Unies. Les armées de la Première République s’avancent victorieuses jusqu’à la rive ouest du Rhin. Le royaume de Prusse tente, en soutenant l’Empire russe dans la constitution de la république des Deux Nations, de quitter la Première Coalition.
La Prusse, l’électorat de Saxe, le landgraviat de Hesse-Cassel, l’électorat de Brunswick-Lunebourg et l’Espagne choisissent d’établir la paix avec la France. Seuls le royaume de Grande-Bretagne et la monarchie autrichienne continuent la guerre.
Le Directoire relâche son contrôle sur les prix et bientôt les coûts des produits alimentaires et des vêtements s’envolent, déclenchant des émeutes à Paris en avril et mai ; des groupes d’émeutiers envahissent la Convention nationale. Le Directoire fait alors machine arrière. Le 22 mai 1795 Pichegru réprime une révolte au faubourg Saint-Antoine ; neuf des meneurs des émeutes se suicident ou sont exécutés.
Le 4 novembre 1794, Kléber, à la tête de 35 600 hommes, s’empare de Maastricht, défendue par une garnison de près de 8 000 soldats austro-néerlandais. Les forces françaises comprennent les divisions des généraux Bernadotte, Richard, Duhesme et Friant.
En échange de leur reddition et de la remise de 344 pièces d’artillerie et de 31 de leurs couleurs, le prince de Hesse-Kassel et ses hommes peuvent se replier. Les pertes françaises durant le siège s’élèvent à 300 hommes contre 500 à leurs opposants.
Kléber se dirige alors vers Mayence. Faute de grosses pièces d'artillerie pour mener un siège en règle, le général français instaure un blocus de la ville le 14 décembre 1794 et se prolonge jusqu'à l'été suivant. L'armée autrichienne, sous les ordres de François Sébastien de Croix de Clerfayt — bientôt nommé Generalfeldmarschall le 22 avril 1795 — et de Dagobert Sigmund von Wurmser, occupe alors la rive est du Rhin.
Le Directoire donne alors l'ordre à Pichegru, à la tête de l'armée de Rhin-et-Moselle, et à Jourdan, commandant l'armée de Sambre-et-Meuse, de traverser le Rhin ; Pichegru, selon les plans, doit attaquer en tout point entre Mannheim et Strasbourg, alors que Jourdan doit se diriger plus au nord, à proximité de Düsseldorf. Jourdan s'engage sur le Rhin au début de septembre et avance vers la principauté de Nassau-Usingen. Au lieu de franchir le fleuve plus au sud, Pichegru fait route vers le nord jusqu'au niveau de Mannheim, tenue par l'ennemi.
Le 20 septembre 1795, Pichegru à la tête de 30 000 hommes s'empare de Mannheim sans avoir tiré un coup de feu. Après négociation, le baron von Belderbusch et sa garnison de 9 200 soldats de l'électorat de Bavière livrent la ville et 471 pièces d'artillerie, puis battent en retraite. La perte de Mannheim force les Autrichiens à se retirer vers le nord, au-delà du Main. Le lendemain, à Düsseldorf, une autre garnison bavaroise se rend, cette fois-ci au général Lefebvre à la tête de 12 600 soldats. Le comte Hompesch est lui aussi autorisé à quitter les lieux avec ses 2 000 hommes, mais sans ses 168 pièces d'artillerie, à la condition de ne pas reprendre les armes contre les Français avant une année.

## Déroulement
La prise de Mannheim donne à Pichegru une occasion en or de s'emparer de la base principale des approvisionnements de Clerfayt, située à Heidelberg ; l'armée de ce dernier s'est éloignée trop au nord pour protéger ces réserves, alors que celle de Wurmser est encore en phase de mobilisation. Pichegru fait l'erreur de n'envoyer que deux divisions pour s'emparer d'Heidelberg. Pire encore, les forces françaises sont réparties en deux corps, séparés par le Neckar. La 6e division du général Ambert se déplace sur la rive gauche, au sud de la rivière alors que la 7e division de Dufour se trouve sur la rive nord.
Cette division rassemble 12 000 soldats français répartis en deux divisions sous les ordres de Louis-Joseph Cavrois et de Pierre Vidalot du Sirat. De même les forces d'Ambert sont divisées en brigades sous les ordres de Louis Nicolas Davout et d'Antoine Joseph Bertrand.
En dehors de ces indications de commandement, l’ordre de bataille des armées françaises n’est pas connu avec exactitude.
Du côté autrichien, le Feldmarschall-Leutnant Peter Quasdanovich défend Heidelberg avec près de 8 000 soldats. Il poste la brigade de Adam Bajalics von Bajahaza à Handschuhsheim, sur la rive nord du Neckar, celle de Michael von Fröhlich (en) sur la rive sud à Kirchheim et celle d’Andreas Karaczay plus au sud à Wiesloch. Le 23 septembre, les Français bousculent leurs adversaires, mais Quasdanovich regroupe rapidement ses forces sur la rive nord contre la division isolée de Dufour.
L'infanterie de Quasdanovich est composée de deux bataillons rassemblant des soldats du 3e régiment d’infanterie Archduke Charles, du 20e régiment d’infanterie Kaunitz, du 28e régiment d’infanterie Wartensleben et du régiment des Slavonier Grenzers (en), ainsi que d’un bataillon issu du 45e régiment d’infanterie Lattermann et du régiment d’infanterie Warasdiner Grenz.
La cavalerie autrichienne est alors sous le commandement de Johann von Klenau, tout frais promu Oberst le 8 septembre. Elle comprend six escadrons du 4e régiment cuirassier Hohenzollern et du 44e régiment hussard Szekler, quatre escadrons du régiment de dragons allemand — une unité d’émigrés — et trois escadrons du 3e régiment de dragons Kaiser.
Alors que les troupes de Dufour sont à découvert, elles sont chargées par les cavaliers de von Klenau. Les Autrichiens défont d’abord six escadrons français de chasseurs à cheval puis se tournent vers l’infanterie. La division de Dufour est décimée. Nombre de soldats français battent en retraite et traversent le cours d’eau pour rejoindre la rive sud et les troupes d’Ambert. Dufour est blessé et capturé, Vidalot du Sirat est blessé et au moins 1 000 soldats français sont tués.
Les Autrichiens capturent près de 500 hommes et s’emparent de huit canons et de neuf caissons d’artillerie. Ils déplorent 35 tués, 150 blessés et deux disparus.

Officiers généraux participant à la bataille de Handschuhsheim (sélection).
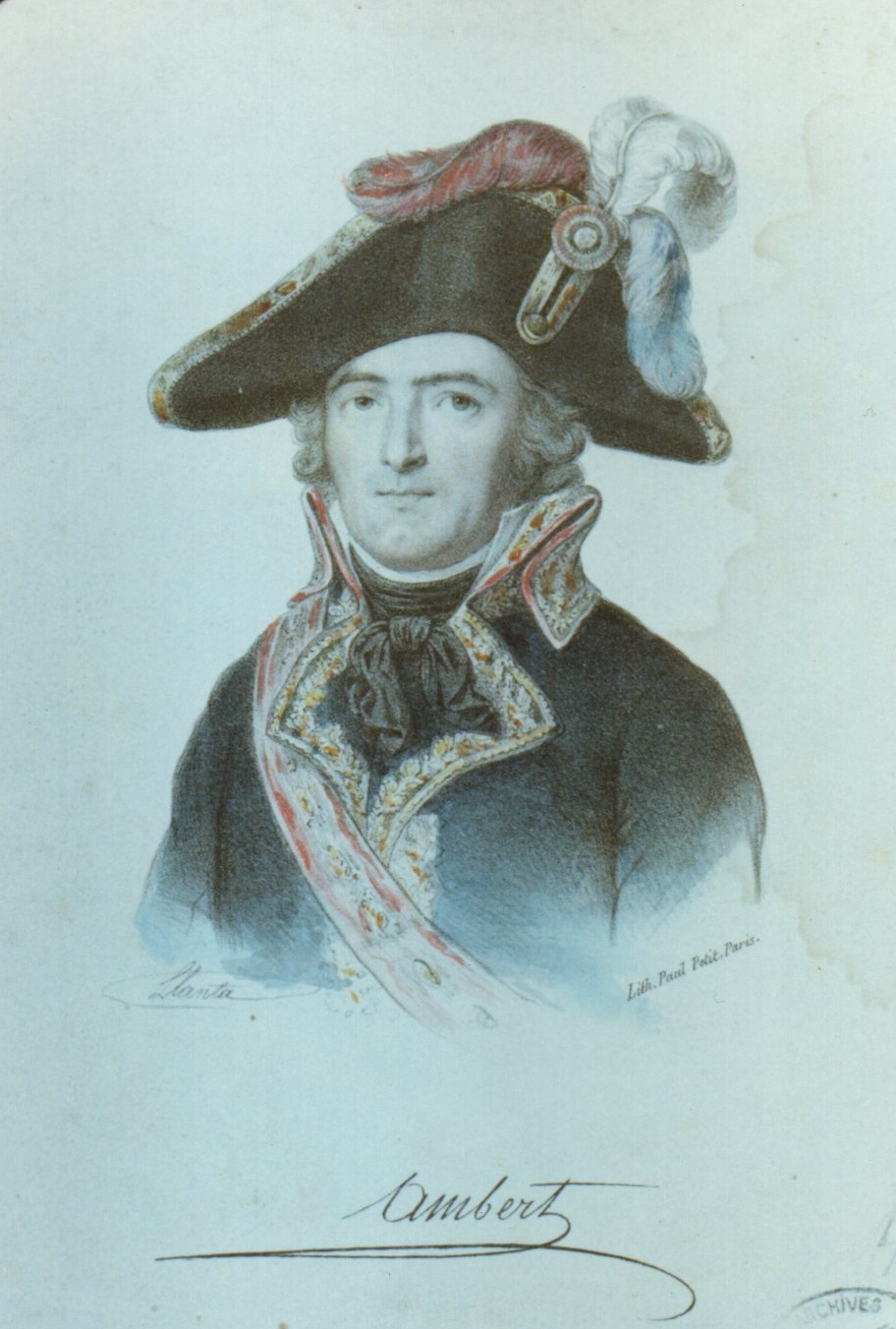
Jean-Jacques Ambert.
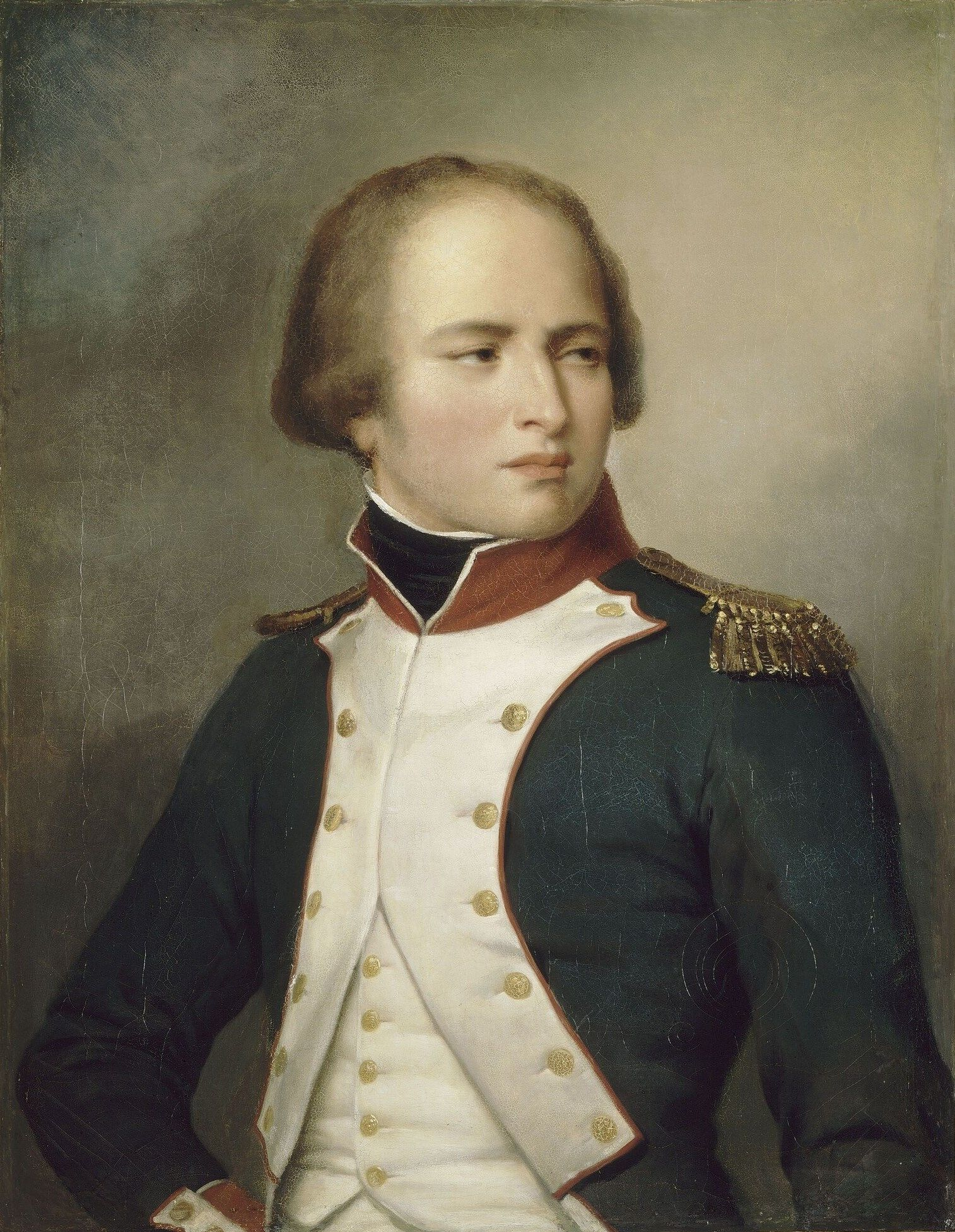
Louis Nicolas Davout.
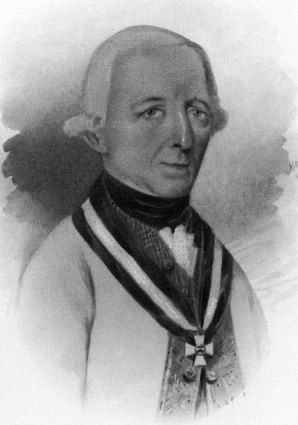
Peter Quasdanovich.
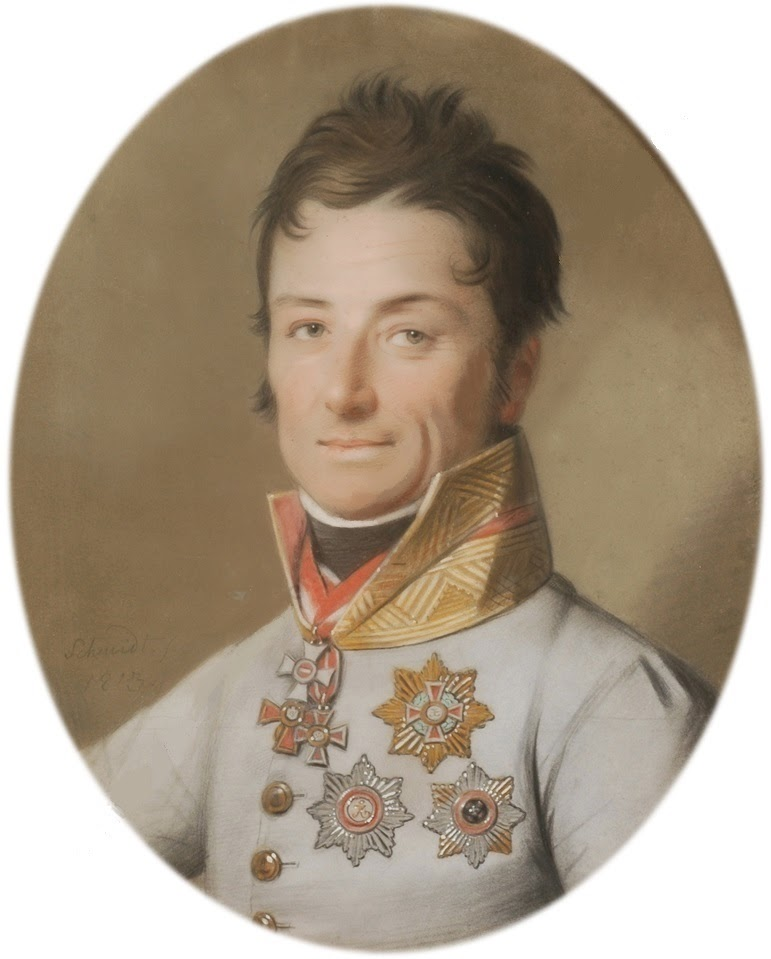
Johann von Klenau.

## Conséquences
Alors que Jourdan veut concentrer les deux armées françaises près de Mannheim, Pichegru refuse de coopérer. Dans l'attente d’instructions venant de Paris, Jourdan assiège Mayence et Pichegru conserve Mannheim comme base. Très vite, Wurmser se renforce suffisamment pour immobiliser Pichegru et Clerfayt peut dès lors lancer une offensive contre Jourdan. Se déplaçant sur le flanc gauche de Jourdan, les Autrichiens mettent les Français en difficulté.
Après avoir été défaite à Höchst (en) les 11 et 12 octobre 1795, l’armée de Jourdan entame une retraite vers le nord. Le 20 octobre, l’armée de Sambre-et-Meuse est de retour sur la rive ouest du Rhin.
Wurmser, à la tête de 17 000 hommes, défait les 12 000 soldats de Pichegru à la bataille de Mannheim le 18 octobre 1795. Déplorant 709 tués, blessés ou prisonniers, les Autrichiens tuent près de 1 500 Français, capturent 500 soldats et s’emparent de trois canons et d’un étendard.
Dans cette action, les Autrichiens détruisent le campement français et assiègent Mannheim. Le 29 octobre Clerfayt attaque par surprise les lignes françaises près de Mayence. À cette occasion, 27 000 Autrichiens défont les 33 000 Français de François Ignace Schaal. Les Autrichiens perdent 1 600 hommes alors que les Français déplorent 4 800 tués, blessés ou disparus, plus de 138 canons et 494 chariots.
Clerfayt se dirige alors vers le sud pour affronter l’armée de Rhin-et-Moselle. Remportant entre autres la bataille de Pfeddersheim (en) le 10 novembre, les Autrichiens poursuivent sans relâche l'armée de Pichegru vers le sud jusqu’à ce que Mannheim soit complètement isolée. Le 22 novembre voit la reddition des Français à Mannheim, la garnison française forte de 10 000 hommes se rend aux 25 000 soldats de Wurmser.
La loyauté de Pichegru semble poser question. Déçu par la Révolution, il aspire à un régime de monarchie populaire. Pire, depuis 1794, il est en contact avec les émissaires du prince de Condé, cousin du roi et principal dirigeant durant cette période de l’armée des émigrés. Le Directoire, bien que doutant des intentions de Pichegru, ne peut prendre des mesures compte tenu de la stature de héros national que l’intéressé incarne.
Il faut attendre le coup d'État du 18 fructidor an V pour que la correspondance de Pichegru soit rendue publique et que ce dernier s’exile vers l’Angleterre. Il revient en France en 1803, aux côtés de Georges Cadoudal ; il est alors arrêté par la police secrète de Napoléon et meurt dans des conditions troublantes dans sa cellule de prison.